# Джеймс дер Деріан
Джеймс Дер Деріан (народився 1955 року) — професор кафедри міжнародної безпеки, заснованої Майклом Хінце в Сіднейському університеті. Обіймає посаду директора Центру досліджень міжнародної безпеки Сіднейського університету з 2013 року.
До свого призначення Дер Деріан був професором міжнародних досліджень в Інституті дослідження та професором політології в університеті Брауна. У липні 2004 року став директором Інституту програми глобальної безпеки. Дер Деріан також керував проектом Інформаційних технологій, Війна і Мир в програмі глобальної безпеки Інституту Уотсон.
Дер Деріан отримав освіту в університеті Макгілла і навчався на Родосі в Балліол-коледжі в Оксфордському університеті, де він отримав ступінь магістра філософії та доктора філософії у міжнародних відносинах. У Бейлліолі одним з його головних наставників був Хедлі Булл.
Він був запрошеним вченим в університеті Південної Каліфорнії, Массачусетський технологічний інститут, Гарвард, Оксфорд і в Інституті перспективних досліджень у Принстоні. Він також був штатним викладачем Массачусетського університету в Емгерсті.
Він є автором книг і монографій - Дипломатія: Генеалогія Західної відчуженості (1987) і Антидипломатія: Шпигуни, терор, швидкість і війна (1992); редактором Міжнародної теорії: Критичні дослідження (1995) і Віріліо Рідер (1998); співредактор з Майклом Шапіро Міжнародні інтертекстуальні відносини: Постмодерне читання світової політики (1989); Глобальні голоси: Діалоги в міжнародних відносинах (з іншими) (1993). Його остання книга являє собою збірник вибраних есе під назвою Критичні практики міжнародних відносин: Окремі нариси (2009).
Його статті про міжнародні відносини з'явились в наукових виданнях: Огляд міжнародних досліджень, Квартальні міжнародні дослідження, Кембридзький огляд міжнародних відносин, Міжнародні відносини, Коричневий журнал міжнародних відносин, Millennium, Альтернативи, Культурні цінності, і Samtiden.  Його статті про війну, технології та ЗМІ з'явилися в The New York Times, The Nation, Вашингтон щоквартальний, і Wired.
Дер Деріан випустив три документальних фільми з Udris Film, Virtual Y2K, Після 9/11, і зовсім недавно, Людська місцевість: війна стає академічною, який виграв приз глядацьких симпатій на фестивалі 2009 Festival dei Popoli у Флоренції і пройшов офіційний відбір на численні міжнародні кінофестивалі. Його останній документальний проект: Project Z: The Final Global (співпродюсер Філіп Гара), прем'єра якого відбулася на кінофестивалі DOK Leipzig 2012.
Дер Деріан отримав Bosch Berlin премію в області Державної політики та звання наукового співробітника Американської академії в Берліні з січня — березня 2011 року.